# Niort-de-Sault

Niort-de-Sault este o comună în departamentul Aude din sudul Franței. În 1 ianuarie 2022 avea o populație de 36 de locuitori.